# ای‌جی لی
آپریل ژانت مندس(به انگلیسی: April Jeanette Mendez) که بیشتر با نام اِی جِی لی (AJ Lee) شناخته می‌شود قهرمان شش دوره کمربند دیواز کشتی‌گیر حرفه‌ای آمریکایی است که در دنیای کشتی کج و در کمپانی دبلیو دبلیو ای (WWE) فعالیت می‌کرد.

## کودکی
مندس دو دوران کودکی مجبور بود همراه خانواده اش در متل‌ها و خانه دیگران زندگی کند. علاقه برادرش به WWE در کودکی روی او اثر گذاشت تا وارد این رشته شود. جاه طلبی او باعث شد در ۲۱ سالگی بدنبال کشتی برود. او از بسیاری کشتی گیران زن قبل از خود بخصوص لیتا الهام گرفته.
بعد از فارغ‌التحصیلی از دبیرستان، سراغ کارهای زیادی رفت تا برای حمایت خانواده اش و هزینه مدرسه کشتی پول درآورد.

## دوره کشتی حرفه‌ای

### آموزش (۲۰۰۷)
کمی بعد از دانشگاه مندس بدنبال مدرسه کشتی رفت و یکی در نزدیکی خانه‌اش انتخاب کرد. برای پرداخت شهریه تمام وقت کار می‌کرد و آموزش را در مارس ۲۰۰۷ شروع کرد. در ۲۹ سپتامبر ۲۰۰۷ تحت نام «میس آوریل» استخدام شد.

### سوپراستارهای زن سانسور نشده (۲۰۰۸–۲۰۰۹)
میس آوریل در کمپانی مستقل سوپراستارهای زن سانسور نشده شروع به کار کرد و در مقابل جنا باخت. همان شب، در مسابقاتی برای قهرمانی تگ تیم شرکت کرد و در مرحله دوم حذف شد. سپس با بروک کارتر تگ تیم شد و بالاخره توانستند قهرمان تگ تیم شوند.

### دبلیو دبلیو ای

#### اف سی بلیو (۲۰۰۹–۲۰۱۱)
در ۱۳ آگوست وارد اف سی دبلیو شد و نامش را آوریل لی گذاشت. اما در سپتامبر نامش را به «اِی جِی لی» تغییر داد. برای عنوان «ملکه اف سی دبلیو» مبارزه کرد و با شکست سرینا تاج را برد.
در مسابقات افتتاحیه قهرمانی دیواز، در نیمه نهایی توسط سرینا حذف شد. در ۱۱ ژوئیه، سرینا به نائومی حمله کرد و اِی جِی لی بی هیچ واکنشی نگاه کرد. این باعث شد تبدیل به شخصیت «هیل» شود. در مسابقه سه‌گانه، نائومی قهرمانی دیواز خود را در مقابل سرینا و اِی جِی حفظ کرد. در ۱۸ نوامبر ۲۰۱۰، اِی جِی نهایتاً تاج ملکه اف سی دبلیو را به رزا مندز واگذار کرد. در قسمت بعد شو، اِی جِی با شکست نائومی قهرمانی دیوازFCW را کسب کرد. با این پیروزی، اولین دیوای اف سی دبلیو شد که هم قهرمان دیواز و هم ملکه اف سی دبلیو بوده. نهایتاً در ۷ آوریل ۲۰۱۱، کمربندش را به آکسانا باخت.

#### ان اکس تی و گروه «دختران شگفت انگیز» (۲۰۱۰–۲۰۱۱)

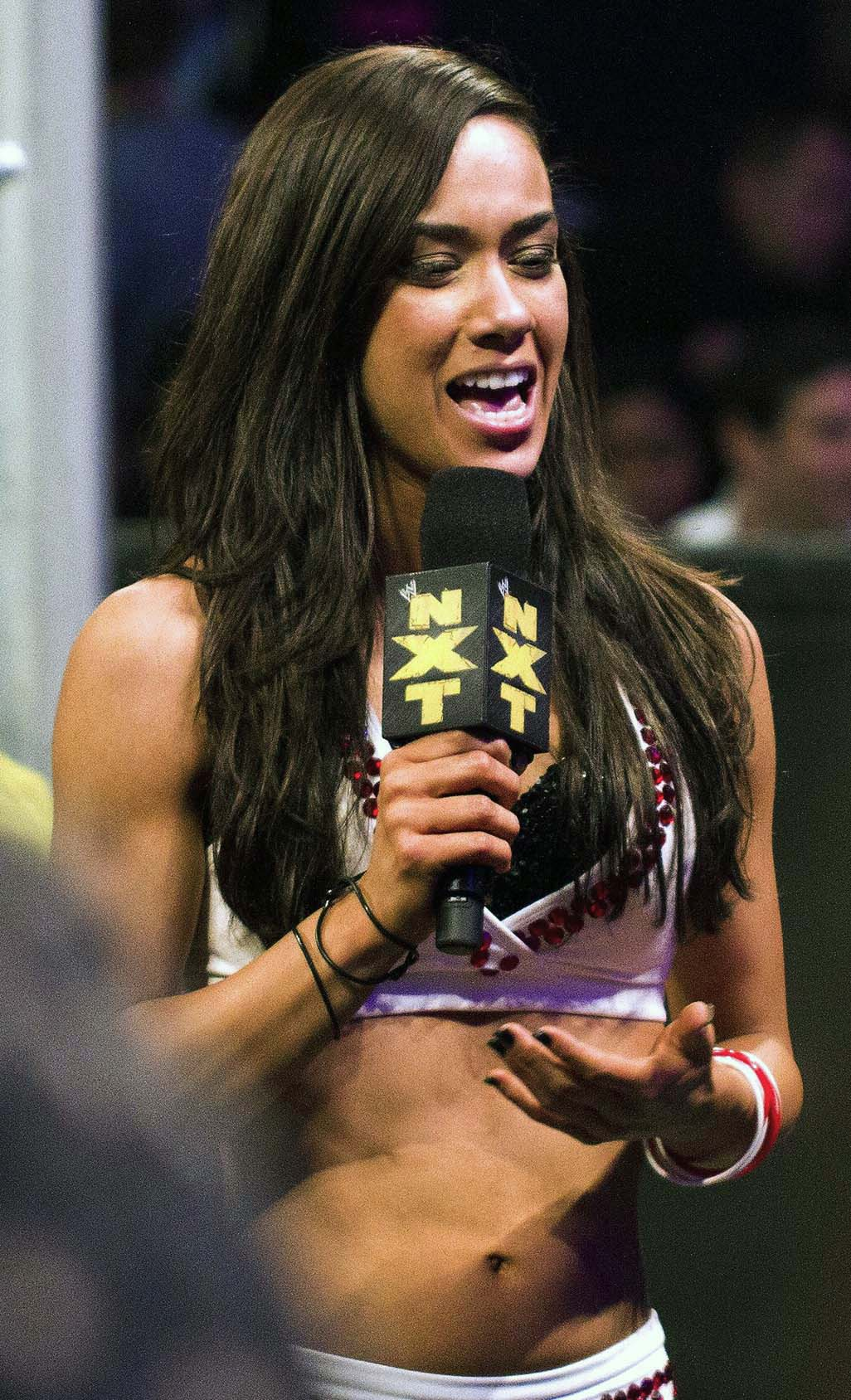
اِی جِی بعد از حذف شدن از NXT

در ۳۱ آگوست ۲۰۱۰، اِی جِی در فصل سوم ان اکس تی که کاملاً زنانه بود شرکت کرد. در مسابقه‌ای همراه با پریمو در مقابل آکسانا و گلداست قرار گرفت و برنده شد. در همین هفته دوباره با پریمو در برابر کیتلین و دولف زیگلر قرار گرفت و باخت. در طی سه هفته بعد، در برابر مکسین و سه مسابقه دیگر را برد و توانست همراه با کیتلین از حذف شدن در امان بماند. در ۴ هفته بعد، دو مبارزه را برد. بعد از این هم نیکی بلا و آکسانا را شکست داد. علی‌رغم بردن در برابر نائومی، در ۲۳ نوامبر از مسابقات حذف شد. در ۳۰ نوامبر به ان اکس تی برگشت و در فینال با دوقلوهای بلا توانست آلیشا فاکس و مکسین و آکسانا را شکست دهد. بعد از این هم بوسه‌ای به پریمو داد و دیوای انفجاری لقب گرفت.
در ۲۷ می ۲۰۱۱، با کیتلین گروه «دختران شگفت انگیز» را تشکیل داد و با همراهی مربی خودشان، ناتالیا، تأمینا و آلیشا فاکس را شکست دادند.
در ۵ آگوست اِی جِی از ناتالیا شکست خورد. ناتالیا علیه شاگرد خودش شد و به او حمله کرد و جنگی علیه «پرنسس‌های کوچولوی حسود» آغاز کرد. او همه دیواها را جزء این دسته نامید. «دختران شگفت انگیز» به «دیواهای محشر» (بث فینیکس و ناتالیا) باختند و بعد از سابقه مورد حمله قرار گرفتند. در ماه‌های بعد هم این دشمنی ادامه داشت اما «دختران شگفت انگیز» در همه مسابقه‌ها باختند. در نوامبر، تنش بین اعضای «دختران شگفت انگیز» آغاز شد.

#### روابط مختلف و جنرال منیجری راء (۲۰۱۱–۲۰۱۳)

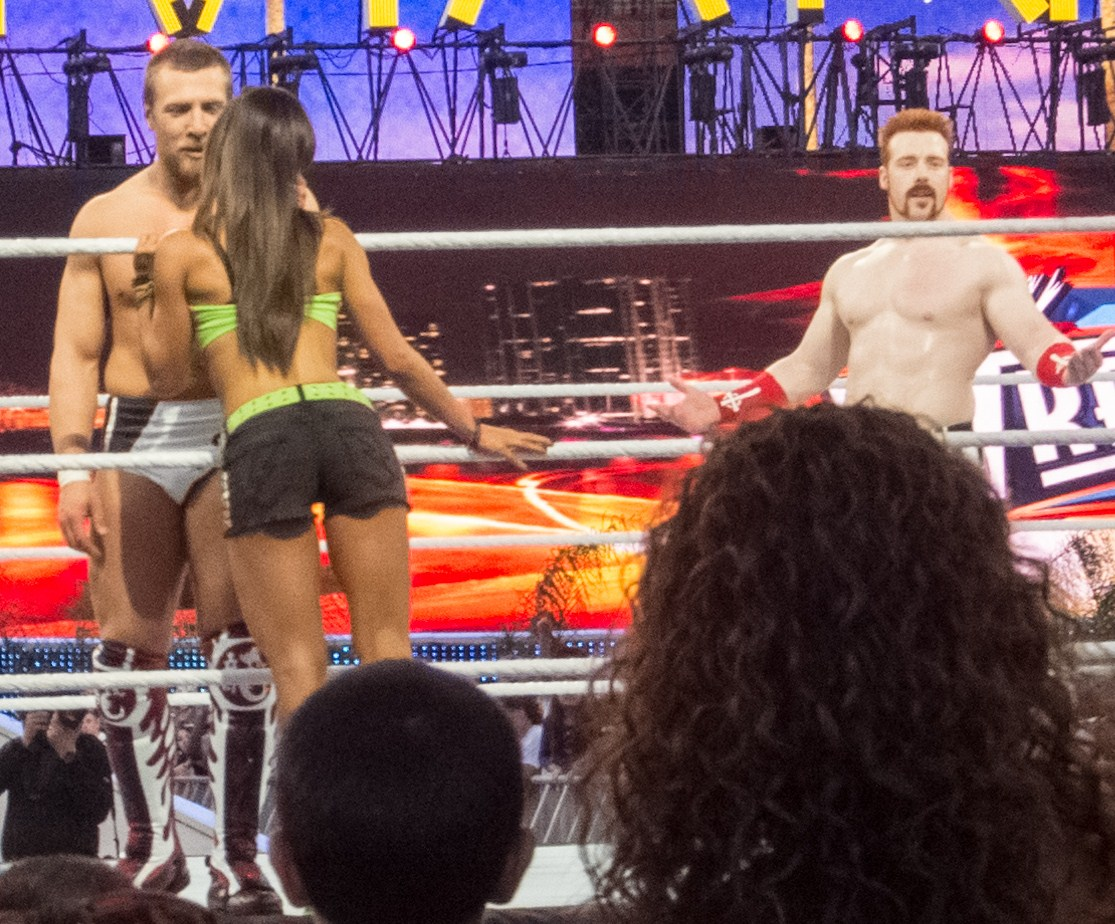
بوسه‌ای که باعث باخت قهرمانی برایان به شیمس در رسلمینیای ۲۸ شد.

در نوامبر ۲۰۱۱، اِی جِی داستانی عاشقانه با دنیل برایان شروع کرد. با این او عشق خود به برایان را اظهار می‌کرد، او هیچ جوابی نمی‌داد. در ۱۳ ژانویه ۲۰۱۲، اِی جِی در مسابقه برایان با بیگ شو حضور داشت. در طول مسابقه بیگ شو اتفاقی به‌اِی جِی برخورد کرد و او را مجروح کرد (غیرواقعی).
در مارس ۲۰۱۲، برایان شروع به بدرفتاری با اِی جِی کرد اما اِی جِی کنارش ماند. در رسلمینیای ۲۸، اِی جِی بوسه خوش شانسی به برایان داد. اما این کار حواس برایان را پرت کرد و شیمس او را شکست داد و قهرمان شد. سپس برایان، اِی جِی را مقصر دانست و رابطه‌شان را تمام کرد. وقتی کیتلین در حال دلداری اِی جِی بود، او به کیتلین حمله کرد و گروهشان رسماً از هم پاشید.
اِی جِی محبتش را به رقیب برایان، سی ام پانک و نیز کین ابراز کرد. در ۱۷ ژوئن، در مسابقه سه‌گانه قهرمانی WWE، بین برایان و پانک و کین دخالت کرد و کمک کرد پانک برنده شود. دشمنی پانک و برایان ادامه داشت و اِی جِی داور ویژه مسابقه آن‌ها شد. در حالیکه برایان سعی می‌کرد توجه‌اِی جِی را جلب کند، اِی جِی باز هم به پانک علاقه نشان داد. اما پانک با ندیدن مسابقه‌اِی جِی، او را ناامید کرد. در ۲ ژوئیه، اِی جِی برای انتقام باعث شد برایان و پانک با میزهای درون رینگ برخورد کنند. همان هفته، اِی جِی از پانک خواستگاری کرد و برایان هم از اِی جِی خواستگاری کرد. پانک خواستگاری را رد کرد و اِی جِی به هر دو مرد سیلی زد. در مسابقه پانک و برایان، به عنوان داور باعث شد پانک برنده شود. همان شب برایان دوباره از او خواستگاری کرد که اِی جِی پذیرفت.
در صدمین قسمت راء، اِی جِی اعلام کرد قرار است جنرال منیجر شود و برایان را در محراب عروسی ترک کرد. در اولین روز کاریش، برایان را مجبور کرد آزمون روانی دهد. بعداً بخاطر دخالت پانک در مسابقه جان سینا و بیگ شو، مسابق قهرمانی در سامراسلم را سه‌گانه کرد. سپس انتقام خود را ادامه داد و برایان را از مسابقه قهرمانی حذف کرد و او را مقابل کین گذاشت. علاوه بر این، با ویکی گررو دشمنی کرد چون مقام اِی جِی را می‌خواست. بعداً پانک بخاطر کارهای گذشته‌اِی جِی، او را تحقیر کرد.
در ۲۲ اکتبر اِی جِی شغلش را به خاطر بهانه‌های فشار بر کشتی گیران و عشقبازی با یک کشتی‌گیر (جان سینا) از دست داد. همان هفته، ویکی مدارکی از شام خوردن با هم سینا و اِی جِی نشان داد که اِی جِی به اتاق سینا می‌رفت. در راء، سینا و اِی جِی شهوت آمیزانه همدیگر را بوسیدند و به ویکی و زیگلر «چیزی برای بحث کردن دادند». همان هفته، بعد از مسابقه زیگلر با سینا، اِی جِی دوباره او را بوسید و رابطه‌شان شروع شد.
در پی پی وی «تی ال سی» با دخالت در مسابقه نردبان زیگلر و سینا و هل دادن سینا، تبدیل به چهره «هیل» شد. همان شب، جایزه بوسه سال را برد. اِی جِی و ویکی شروع به دعوا کردند و اِی جِی مقابل ویکی، زیگلر را بوسید. در مین اونت، با زیگلر در مقابل سینا و ویکی قرار گرفت. اما بیگ ای لنگستون از طرف اِی جِی به سینا حمله کرد و با این کار باختند.
در مارس ۲۰۱۳، بعد از اینکه‌اِی جِی و برایان در پشت صحنه جنجالی باهم داشتند، دوباره دشمنیشان شروع شد. در همان هفته، اِی جِی و لنگستون به زیگلر کمک کردند تا برایان را شکست دهد. سپس در رسلمینیای ۲۹، اِی جِی برای قهرمانی تگ تیم برایان و کین را در مقابل زیگلر و لنگستون به مبارزه طلبید. هم چنین در ۲۵ مارس، وقتی قهرمان دیواز، کیتلین، اِی جِی را دیوانه نامید بین آن‌ها جنجالی شکل گرفت. همان شب هم در مسابقه‌ای معمولی کیتلین را شکست داد. همان هفته، در مسابقه‌ای برایان و کیتلین توانستند اِی جِی و زیگلر را شکست دهند. در رسلمینیای ۲۹، اِی جِی، زیگلر و لنگستون را در مسابقه قهرمانی همراهی کرد ولی آن‌ها شکست خوردند. بعد از آن، با لنگستون به زیگلر کمک کرد تا «مانی این ذ بنک» خود را روی آلبرتو دل ریو نقد کند و قهرمان سنگین وزن شود.

#### قهرمانی دیواز (۲۰۱۳-اکنون)
در ۲۲ آوریل ۲۰۱۳، اِی جِی بتل رویالی را برد و فرصت مبارزه علیه قهرمان (کیتلین) را بدست آورد. در قسمتی از ان اکس تی با کیتلین مبارزه کرد و باخت. در ۱۰ ژوئن، رازی از کیتلین را فاش کرد و با سرزنش و به گریه انداختن او را ترک کرد. ۶ روز بعد بالاخره با شکست او، اولین قهرمانی دیوازش را گرفت. همان شب در حال جشن گرفتن بود که با استفانی مک من روبرو شد و بالاخره کیتلین به او حمله کرد. هفته‌های بعد هم اِی جِی و لنگستون به مسخره کردن کیتلین ادامه دادند. در «مانی این ذ بنک» هم در مسابقه قهرمانی زیگلر و دل ریو، ناگهان وارد رینگ شد و با کمربند دیواز خود به دل ریو ضربه زد. 

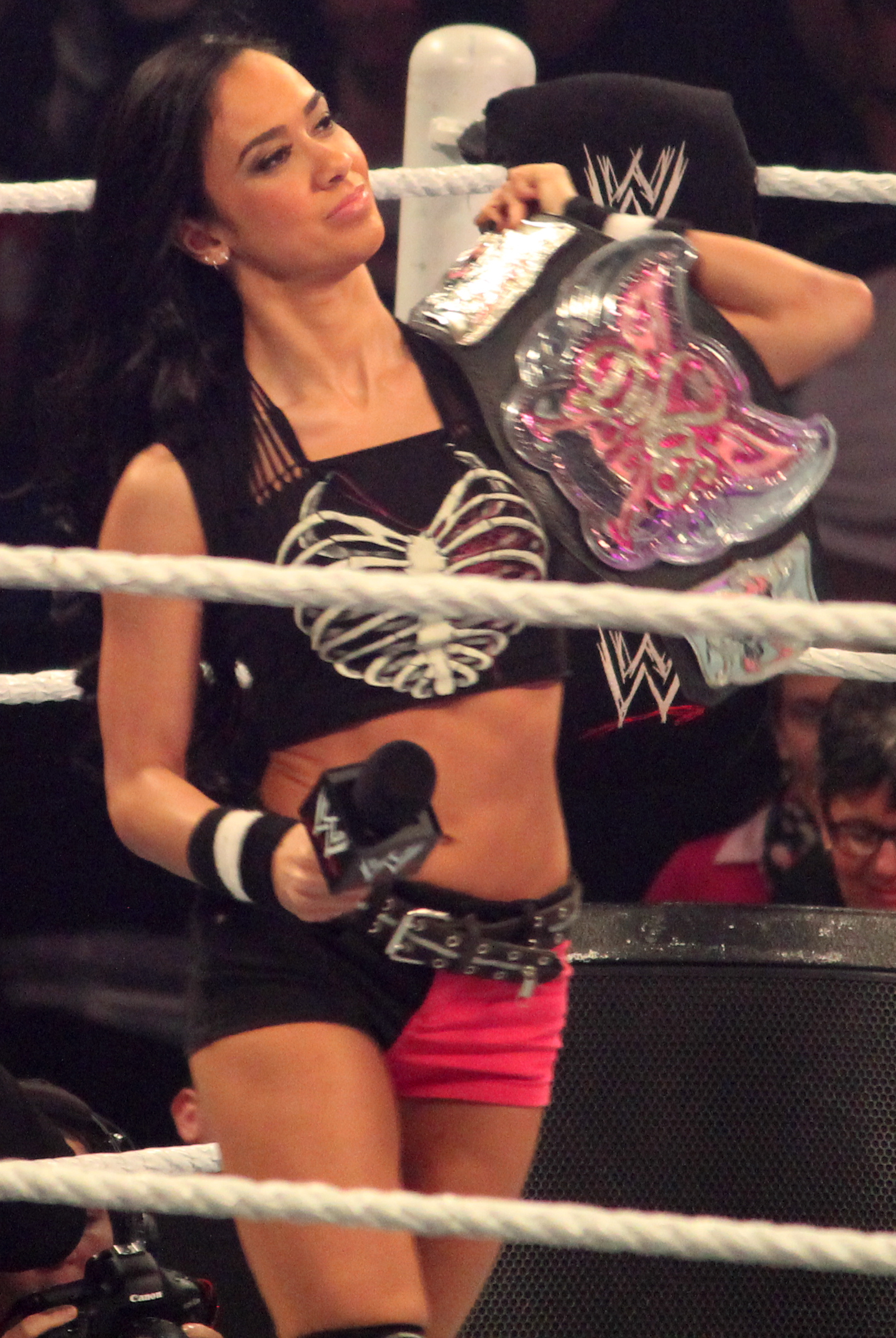
قهرمانی دیواز اِی جِی لی

همان شب زیگلر بخاطر این کار اِی جِی رابطه اش را با او تمام کرد. اِی جِی برای انتقام در مسابقه او با دل ریو وارد شد و به او حمله کرد. بعد هم لنگستون را بسوی زیگلر فرستاد. در ۲ آگوست، همراهی لنگستون با اِی جِی ممنوع شد. در سامراسلم، اِی جِی و لنگستون توانستند کیتلین و زیگلر را شکست دهند و این دشمنی به پایان رسید.

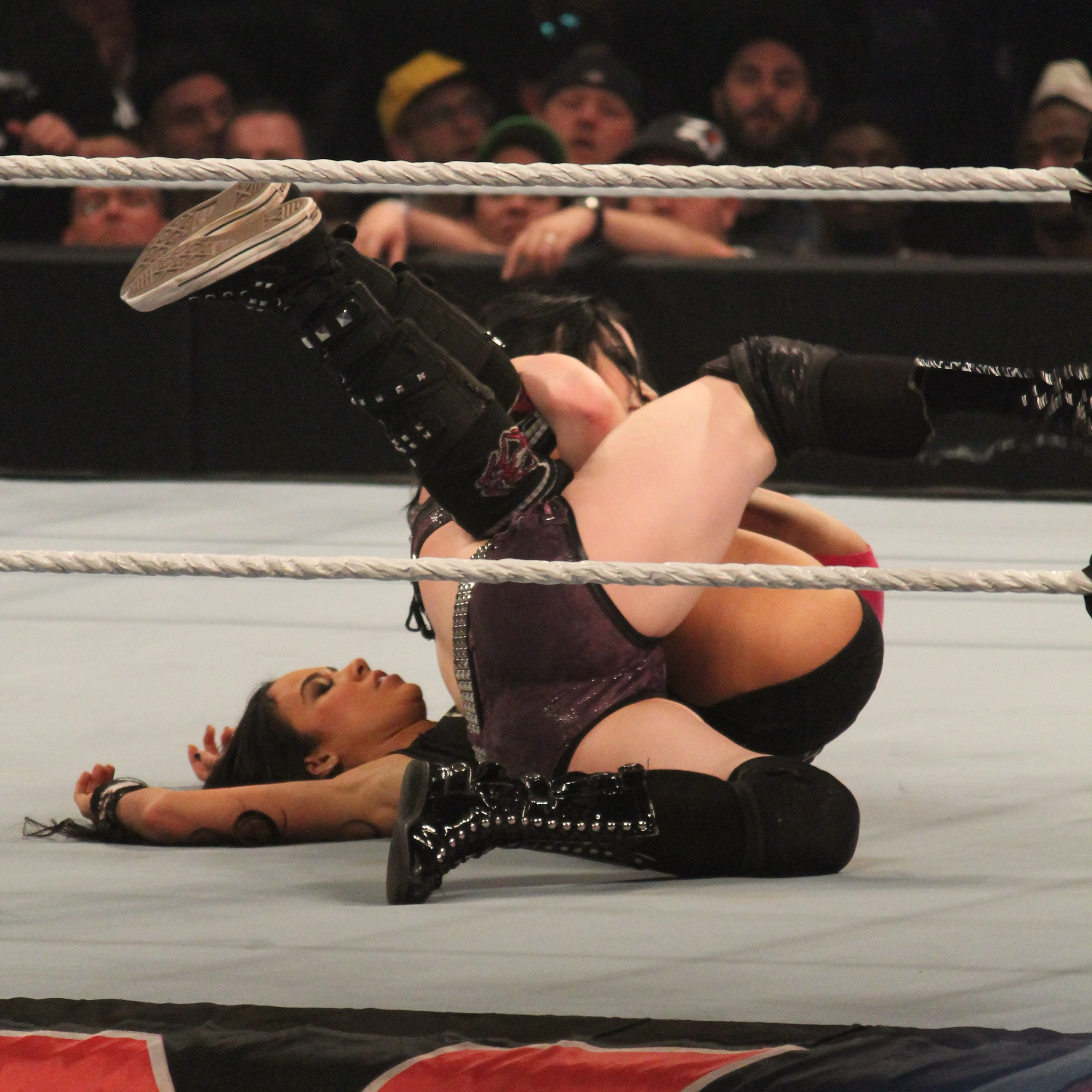
پایان قهرمانی اِی جِی با باخت به پیج

در ۲۶ آگوست، اِی جِی شروع به دشمنی ب بازیگران برنامه [توتال دیواز] کرد و از آن‌ها انتقاد کرد. همان هفته در مسابقه سه‌گانه ناتالیا، نائومی و بری بلا دخالت کرد و وقتی همه به او حمله کردند مسابقه متوقف شد؛ بنابراین، اِی جِی مجبور شد در مسابقه‌ای چهارگانه از کمربندش در مقابل این سه دفاع کند و برنده شد. در ۲۷ سپتامبر، اِی جِی، تأمینا را به عنوان همراه خود معرفی کرد و با کمک او کمربندش را در مقابل بری بلا حفظ کرد. اما بعد از آن شب به خانه فرستاده شد چون در مسابقه در اثر برخورد سرش با میله رینگ، علائم ضربه مغزی نشان می‌داد. در «سروایور سیریز» رهبری گروهی را علیه بازیگران [توتال دیواز] داشت. در پی پی وی «تی ال سی» با ناتالیا برای قهرمانی مبارزه کرد و برد. در نیمه ژانویه، با گذشتن از رکورد ماریس، رکورد دار طولانی‌ترین قهرمانی دیواز شد.

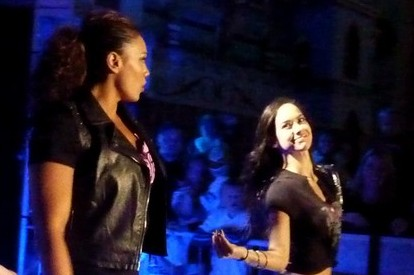
اِی جِی به همراه تامینا در سال ۲۰۱۳

بعد از اینکه در مسابقه او با کامرون، تأمینا تصادفاً به او برخورد کرد، تنش بین آن‌ها شروع شد. در ۲۸ فوریه، با موفقیت از کمربندش علیه کامرون دفاع کرد و او را با فینیشرش تسلیم کرد.
اِی‌جِی که در رسلمانیا XXX از کمربندش در برابر ۱۴ نفر از دیواز دفاع کرده بود شب بعد در راو وارد رینگ شد تا اعلام کند که او رکورددار طولانی‌ترین قهرمانی این کمربند است که در این هنگام پِیج، قهرمان زنان در اِن‌اِکس‌تی که اولین لحظه حضورش را در راو تجربه می‌کرد وارد میدان شد تا به اِی‌جِی تبریک بگوید اما اِی‌جِی او را به مسابقه قهرمانی در همان شب فراخواند که پِیج سرانجام او را شکست داد تا به قهرمانی ۲۹۵ روزه او پایان داده و اولین فردی باشد که هر دو عنوان زنان را دراختیار داشته باشد. هفته بعد، گزارش شد که اِی جِی از دبلیو دبلیو ای درخواست مرخصی کرده‌است.
اِی جِی در ۳۰ ژوئن در راء برگشت و برای عنوان قهرمانی دیواز، پیج را به مبارزه کشاند. او پیروز شد و با کسب دومین قهرمانی دیواز خود، دوباره تبدیل به چهره‌ای محبوب شد.
ای‌جی در رسلمانیا ۳۱ با همراهی پِیج در مسابقه‌ای تگ تیم مقابل نیکی و بری بلا به برتری رسید و شب بعد در راو هم آخرین حضورش را به عنوان کشتی‌گیر تجربه کرد؛ چرا که در سوم مارس اعلام شد که او تصمیم به بازنشستگی گرفته‌است. البته او همچنان تحت قرارداد دبلیودبلیوئی است.

## سایر کارهای رسانه‌ای
اِی جِی به همراه بسیاری دیگر از افراد WWE، در فیلم راز رسلمینیا (محصول ۲۰۱۴) صداپیشگی خواهد کرد.

## زندگی شخصی
مندس از نسل پورتو ریکا است. او قبلاً با مربی خود جی لثال رابطه داشت و اخیراً هم با سی ام پانک قرار می‌گذاشت. او بهترین دوست کیتلین است. در پشت گردنش یک خالکوبی با نماد چوب دارد که به معنای ۶-۱۶-۱۳ است و تاریخ اولین قهرمانی دیواز اوست.
او در کلاس چهارم طرفدار کتاب‌های کمیک شد و می‌گوید این کتاب‌ها به او حس خلاقیت می‌دهند. سریال مورد علاقه اش مردان اکس و مرد عنکبوتی است. هم چنین از بازی‌های کامپیوتری لذت می‌برد.
مندس در ۱۳ ژوئن ۲۰۱۴ با سی ام پانک ازدواج کرد.

## در کشتی
- فینیشر
  - بیوه سیاه
- مدیران او
  - پریمو
  - دنیل برایان
  - تأمینا
- کشتی گیران تحت مدیریت او
  - دنیل برایان
  - دولف زیگلر
  - بیگ ای لنگستون
- نام‌های مستعار
  - الهه ماسک دار
  - دختر دیوانه
  - بیوه سیاه